# Maximilian Buhk
Maximilian Buhk (né le 9 décembre 1992) est un pilote automobile allemand. En 2013, il participe à plusieurs compétitions de Grand tourisme au volant d'une Mercedes-Benz SLS AMG GT3 de l'écurie HTP Motorsport.

## Biographie
Après des débuts en karting et deux saisons en ADAC Formel Masters, Maximilian Buhk s'engage dans les compétitions de Grand Tourisme depuis 2012.

## Palmarès
- Championnat d'Europe FIA GT3
  - Champion en 2012 en compagnie de Dominik Baumann

- FIA GT Series
  - Première victoire lors de la seconde course de Zandvoort en 2013

- Blancpain Endurance Series
  - Vainqueur des 24 Heures de Spa lors des Blancpain Endurance Series 2013
  - Champion en 2013